# Pinnacle Studio
 (septembre 2020).
Si vous disposez d'ouvrages ou d'articles de référence ou si vous connaissez des sites web de qualité traitant du thème abordé ici, merci de compléter l'article en donnant les références utiles à sa vérifiabilité et en les liant à la section « Notes et références ».
Pinnacle Studio est un programme de montage vidéo développé à l'origine par Pinnacle Systems en tant que logiciel grand public. 

## Histoire
Lors de l'acquisition par Pinnacle System de FAST Multimedia basé à Munich, Pinnacle a intégré la base de code professionnel du logiciel d'édition de FAST, (depuis rebaptisé Pinnacle Liquid) en commençant par Pinnacle Studio version 10. 
Il a été acquis par Avid puis par Corel en juillet 2012. Pinnacle Studio permet aux utilisateurs de créer du contenu vidéo au format CD vidéo, DVD-Vidéo, AVCHD ou Blu-ray, d'ajouter des menus complémentaires et de les graver sur disque.
Pinnacle Systems propose un programme de vente d'affiliation pour la gamme de produits Pinnacle Studio. Depuis la version 9, Studio a été vendu en plusieurs éditions: Studio, Studio Plus et Studio Ultimate, qui sont tous des logiciels commerciaux. Il existe des fonctionnalités supplémentaires dans les éditions Plus et Ultimate, notamment une deuxième piste vidéo. Cela permettait la superposition, les modifications A-B, la clé chromatique et l'image dans l'image.

### Pinnacle Studio 10
Pinnacle Studio 10 et Pinnacle Studio 10 Plus sont sortis le 17 août 2005. Tout en conservant la même interface utilisateur que Studio 9, la base de code a été tirée de Liquid Edition, maintenant appelée Avid Liquid. L'aperçu en temps réel à pleine résolution a été introduit avec la possibilité de mélanger des images PAL, NTSC, 4: 3 et 16: 9 sur la timeline. 
La version standard de Studio 10 a moins de fonctionnalités que la version standard de Studio 9, mais Studio 10 Plus offre d'autres améliorations, notamment le montage HD. La version 10.7 Plus permet aux utilisateurs (après avoir acheté une fonction premium) de graver une vidéo haute définition sur un support DVD standard qui sera ensuite rejoué sur les lecteurs HD-DVD Toshiba. La compatibilité Vista a été ajoutée dans la version 10.8. +

### Pinnacle Studio 11
Studio 11 est sorti en juin 2007. Il comporte trois versions: kaalai, Studio Plus et Studio Ultimate. Tous trois sont conçus pour être compatibles avec Windows Vista et disposent d'une nouvelle interface évolutive et remplacent la génération de musique de Smartsound par Scorefitter, une version midi écrite en interne.
Studio 11 Plus a ajouté le montage natif HDV et AVCHD et HD DVD à partir de disques standard. Les images clés sont devenues possibles sur la plupart des effets. Le Blu-ray AVCHD aux DVD standard a été ajouté dans S11.1.1.
Pinnacle Studio Ultimate est devenu la nouvelle application de montage vidéo grand public haut de gamme. Il comprenait Soundsoap PE, un outil avancé de nettoyage du son, l'encodage Dolby 5.1 Surround, proDAD Vitascene et Moving Picture, un panoramique et un zoom de précision. Une feuille d'écran vert pour produire les effets de chrominance avec est également incluse dans la version complète Ultimate, ou peut être achetée séparément.